# Палата представителей Национального собрания Беларуси I созыва
Палата представителей Национального собрания 1-го созыва (бел. Палата прадстаўнікоў Нацыянальнага сходу 1-га склікання) — нижняя палата Национального собрания, которое стало парламентом Республики Беларусь в 1996 году по результатам референдума, на котором были внесены поправки, заменяющие однопалатный Верховный Совет на двухпалатное Национальное собрание.
Срок полномочий:
- Дата начала — 27 ноября 1996 года.
- Дата окончания — 21 ноября 2000 года[1].

## Формирование
В отличие от последующих созывов 1-й состав Национального собрания Беларуси был утвержден не на всеобщих выборах, а путём утверждения Указом Президента Республики Беларусь от 27 ноября 1996 года № 495, что стало причиной конституционного кризиса после референдума 24 ноября. Также Указ № 495 утверждался «в соответствии со статьей 143 (изменённой) Конституции Республики Беларусь», согласно с которой: «В месячный срок со дня вступления в силу настоящей Конституции Верховный Совет Республики Беларусь и президент Республики Беларусь формируют Палату представителей из числа депутатов Верховного Совета, избранных ко дню назначения даты проведения республиканского референдума 1996 года. При этом депутаты Верховного Совета Республики Беларусь сохраняют свои полномочия в течение срока, предусмотренного настоящей Конституцией. Срок их полномочий считается со дня вступления в силу настоящей Конституции». В Палату представителей 2-го созыва переизбрались 38 из 110 назначенных депутатов.
26 ноября 1996 года после объявления результатов республиканского референдума группа депутатов Верховного Совета, лояльных к политике главы государства, под руководством заместителя Председателя Верховного Совета Ю. Малумава приняла закон «О прекращении полномочий Верховного Совета Республики Беларусь тринадцатого созыва». Судья Конституционного суда Республики Беларусь отмечает, что для принятия решения о досрочном прекращении полномочий Верховного Совета требуется по крайней мере две трети голосов от числа избранных депутатов, то есть не менее 134 голоса «за». Несмотря на это, 27 ноября была сформирована Палата представителей Национального собрания Республики Беларусь, после чего Александр Лукашенко подписал Закон «О прекращении полномочий Верховного Совета Республики Беларусь 13 созыва».
Лояльные к президенту депутаты Верховного Совета 13-го созыва были приглашены в Администрацию Президента, где 62 из 84 депутатов в день объявления результатов референдума написали заявление с просьбой о зачислении в Палату Представителей Национального Собрания. Палата Представителей, созданная по результатам проведения референдума 1996 года не была признана международным сообществом в качестве белорусского парламента. К 2000 году — сроку, когда закончились полномочия Верховного Совета 13-го созыва, именно он был представлен в Парламентской ассамблее ОБСЕ.
18 декабря 1998 года из Палаты представителей выбыли депутаты Евгений Миколуцкий и Николай Шиманский, места которых заняли депутаты Верховного Совета 13-го созыва Владимир Волков и Николай Яковчик.

## Состав

### Руководство
- Председатель Палаты представителей — Малофеев Анатолий Александрович.
- Заместитель Председателя Палаты представителей — Коноплёв Владимир Николаевич.

### Постоянные комиссии
- Постоянная комиссия по законодательству — Малумов, Юрий Георгиевич (17 декабря 1996 — 1 января 1998), Глуховский, Леонид Викторович (1 января 1998 — 18 мая 1999), Бобков, Анатолий Константинович (с 26 мая 1999);
- Постоянная комиссия по национальной безопасности — Егоров, Владимир Демьянович;
- Постоянная комиссия по вопросам экономики — Лившиц, Семен Борисович;
- Постоянная комиссия по государственному строительству, местному самоуправлению и регламенту — Красуцкий, Анатолий Викторович;
- Постоянная комиссия по проблемам чернобыльской катастрофы, экологии и природопользованию — Крючков, Валентин Петрович;
- Постоянная комиссия по бюджету и финансам — Зинченко, Александр Николаевич;
- Постоянная комиссия по аграрным вопросам — Куцко, Николай Васильевич;
- Постоянная комиссия по образованию, культуре, науке и научно-техническому прогрессу — Плетюхов, Владимир Анестиевич (17 декабря 1996 — 18 мая 1999), Шевцов, Николай Михайлович (с 26 мая 1999);
- Постоянная комиссия по труду, социальным вопросам, охране здоровья, физической культуре и спорту — Говорушкин, Станислав Николаевич (17 декабря 1996 — 18 мая 1999), Побяржин, Збышек Иванович (с 26 мая 1999);
- Постоянная комиссия по правам человека и национальным отношениям — Кулаковский, Юрий Александрович;
- Постоянная комиссия по международным делам и связям с СНГ — Рачков, Леонид Власович (17 декабря 1996 — 13 мая 1998), Козырь, Александр Викторович (с 3 июня 1998).